# Holtpodzolgronden
Een holtpodzolgrond is een bodemtype in het Nederlandse systeem van bodemclassificatie dat behoort tot de moderpodzolgronden. In deze podzolgronden wordt moder aangetroffen, een humusvorm waarin organisch- en mineraal materiaal niet sterk gemengd zijn. Holtpodzolgronden in onontgonnen staat hebben een zeer dunne A-horizont en een duidelijk ontwikkelde moderpodzol B-horizont.
In de bovenste centimeters komt regelmatig een dunne humuspodzol voor, een zogenaamde micropodzol. Bij een ontgonnen bodem zijn kleur en humusgehalte van de bouwvoor afhankelijk van de dikte van de micropodzol en de A-horizont. Wordt de B-horizont omhoog geploegd dan krijgt de bouwvoor een grijsbruine kleur.
Holtpodzolgronden komen veel voor op de wat rijkere plaatsen op de stuwwallen van de Veluwe. Ze werden daar in het verleden ook wel bruine bosgronden of humusijzerpodzolen genoemd. Ook zijn ze plaatselijk te vinden in hoger gelegen lemige dekzandafzettingen in Noord-Brabant en in pleistocene afzettingen van Maas en Rijn.
Voor de eikenhakhoutcultuur op de Veluwe zijn deze gronden in het verleden diep bewerkt.
De humus is hierdoor sterk geoxideerd, waardoor de trofiegraad van de bodem aanmerkelijk daalt.
Bevindt zich in de ondergrond een briklaag of banden B-horizont, dan kan er sprake zijn van respectievelijk een hoekpodzolgrond of een horstpodzolgrond.

## Etymologie
De naam holtpodzolgronden is ontleend aan het toponiem holt, een oude benaming voor bos.

## Schematische profielbeschrijving
De onderstaande tabel omvat een schematische uiteenzetting van het bodemprofiel van een holtpodzolgrond.
| Horizont | Diepte   | Omschrijving |
| -------- | -------- | --- |
| O        | +2–0 cm  | strooisellaag |
| AE       | 0–6 cm   | zeer donker grijs (10YR 2,5/1), humusrijk, kalkloos, sterk lemig, grof zand; veel grijze, afgeloogde zandkorrels                                                                                      |
| EB       | 6–20 cm  | overgangslaag; geleidelijke afname van loodzandkorrels en geleidelijke kleuromslag van grijs naar bruin                                                                                               |
| Bws      | 20–45 cm | donkerbruin, matig humeus, kalkloos, sterk lemig, grof zand; zandkorrels zijn omhuld met ijzerhuidjes; humus ligt als mullachtige moder vermengd met zeer fijne minerale delen, tussen de zandkorrels |
| BC       | 45–80 cm | zeer geleidelijke overgang naar weinig veranderde ondergrond; lichter van kleur en minder humeus dan de Bws-horizont                                                                                  |
| C        | > 80 cm  | licht geelbruin, uiterst humusarm, kalkloos, zwak lemig, grof zand met ijzerhuidjes om de zandkorrels                                                                                                 |
|          |          | in het hele profiel wordt wat grind aangetroffen |